# Nationalpark Gran Sasso und Monti della Laga
Der Nationalpark Gran Sasso und Monti della Laga (italienisch Parco nazionale Gran Sasso e Monti della Laga) in den italienischen Abruzzen wurde 1991 eingerichtet. Er erstreckt sich über eine Fläche von 141.341 Hektar meist bergigen Gebiets.
Mit dem Corno Grande liegt der höchste Gipfel des Apennin innerhalb des Parks.

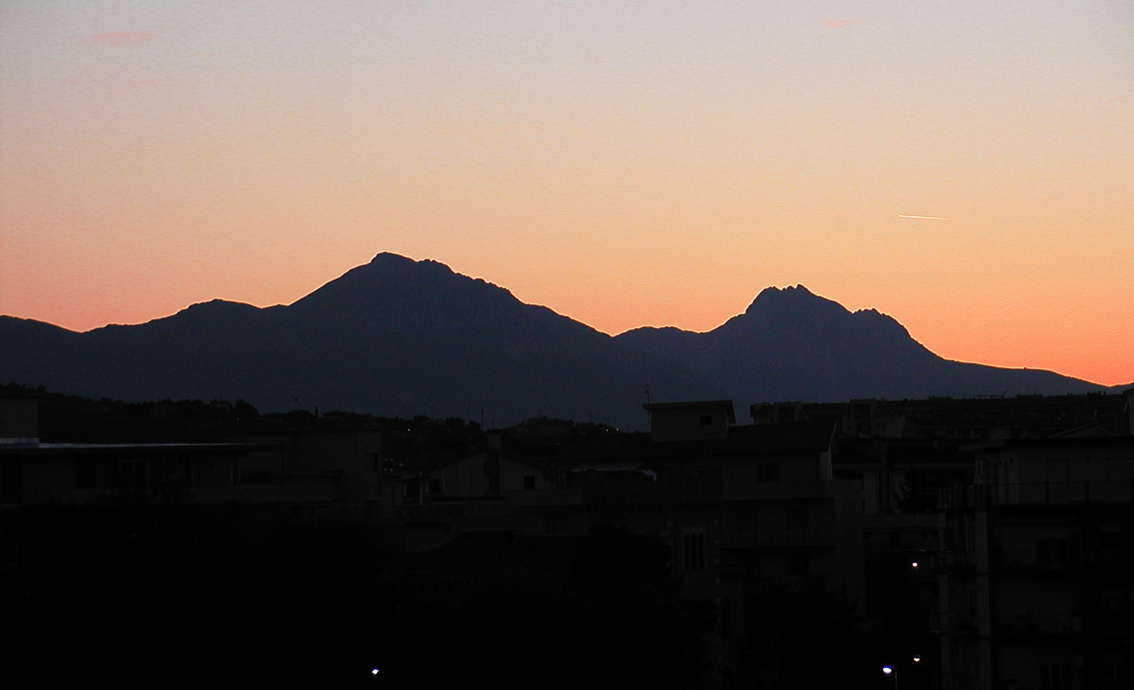
Gran Sasso

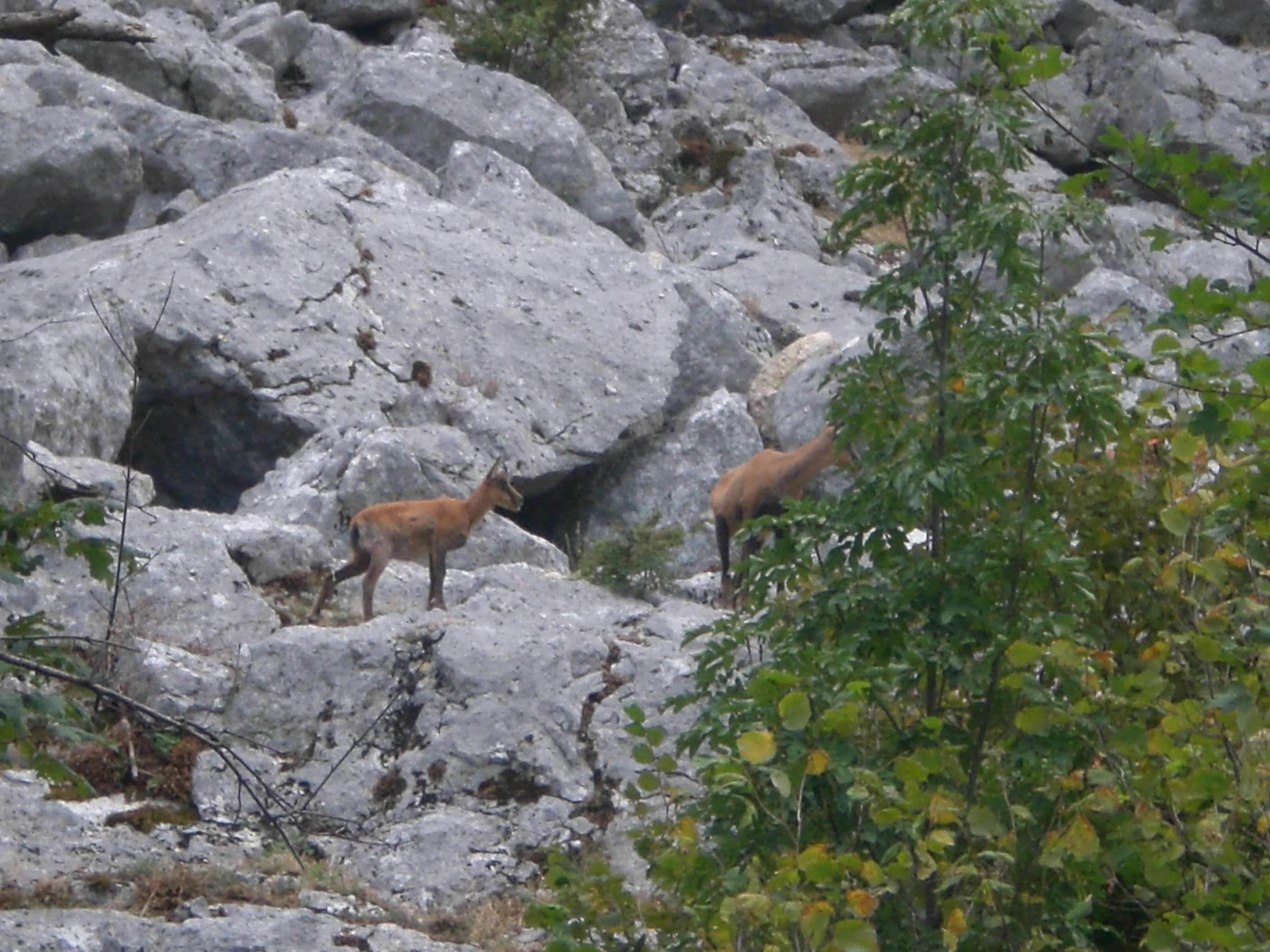
Gämse im Nationalpark Gran Sasso

## Zugang zum Park
Ein Zugang zum Park ist von den Orten Assergi und Colledara möglich.

## Gemeinden im Park
| - Acquasanta Terme - Arquata del Tronto - Barete - Barisciano - Cagnano Amiterno - Calascio - Campotosto - Capestrano - Capitignano - Carapelle Calvisio - Castel del Monte | - Castelvecchio Calvisio - L’Aquila - Montereale - Ofena - Pizzoli - Santo Stefano di Sessanio - Villa Santa Lucia degli Abruzzi - Brittoli - Bussi sul Tirino - Carpineto della Nora - Castiglione a Casauria | - Civitella Casanova - Corvara - Farindola - Montebello di Bertona - Pescosansonesco - Villa Celiera - Accumoli - Amatrice - Arsita - Campli - Castelli | - Civitella del Tronto - Cortino - Crognaleto - Fano Adriano - Isola del Gran Sasso d’Italia - Montorio al Vomano - Pietracamela - Rocca Santa Maria - Torricella Sicura - Tossicia - Valle Castellana |